# أبو ذر أيدميروف
أبو ذر عبد الحكيموفيتش أيدميروف (بالروسية: Айдамиров, Абузар Абдулхакимович)‏ (اكتوبر تشرين الاول 29 1929 السنة (وفقا للمصادر القديمة - 1933) - 27 مايو 2005) كاتب وشاعر شيشاني سوفيتي قضى حياته في الأدب الشيشان الكلاسيكي، والكاتب الشعبي لجمهورية الاشتراكية السوفيتية الشيشانية-الإنغوشية ذاتية الحكم (1977)، رئيس اتحاد كتاب الشيشان (2004-2005).

## السرة الذاتية
خلال سنوات ترحيل الشيشيان، عمل كمحاسب في طاقم ميداني وأمين مكتبة بمدرسة ونائب كبير محاسبي مزرعة للدولة. وعاد لوطنه بعد استعادة الجمهورية الاشتراكية السوفيتية الشيشانية-الإنغوشية ذاتية الحكم. في 1957-1987 عمل مدرسًا للغة والأدب الشيشاني في قريته الأم.
في عام 1963 تخرج من كلية التاريخ والفلسفة درس في الدورات الأدبية العليا في اتحاد كتاب الاتحاد السوفيتي بين عامي 1967-1969، كان عضوًا في مجلس اتحاد كتاب الشيشان بين عامي 1969-1989. على مدار عدة سنوات من التدريس، حصل على جوائز حكومية رفيعة.
لمدة 30 عامًا كان نائبًا لمجلس مقاطعة نوزهاي-يورت. في الفترة 1989-1993، قبل وصوله إلى السلطة في الشيشان، كان جوكار دوداييف نائبًا للمجلس الأعلى لجمهورية روسيا الاتحادية الاشتراكية السوفيتية. في عام 2004، في المؤتمر الأول لاتحاد كتاب جمهورية الشيشان بعد إعادة تأسيسه، انتُخب رئيسًا له.

## إبداعاته
نُشرت القصة الأولى أبو ذر أيدميروف عام 1957، بعد ذلك تم استخدام أغنية كتبها أيدميروف في السبعينيات كنشيد لجمهورية الشيشان إشكيريا، في حين كان أيدميروف نفسه ينتقد نظام إشكيريا.
ألف أيدميروف الثلاثية التاريخية عن حروب القوقاز في القرن التاسع عشر: "الليالي الطويلة"، و«البرق في الجبال» و«العاصفة»، وترجمت الروايات إلى اللغات العربية والتركية والفرنسية وغيرها من اللغات الأوروبية.
يعتبر العمل الأهم في لأيدميروف أول روايات الثلاثية - «ليالي طويلة». وظل العمل لمدة عشر سنوات في مكتب الكاتب بسبب رفضه إجراء تغييرات وفقًا لتعليمات اللجنة الإقليمية للحزب الشيوعي. تم نشر الرواية في عام 1972 وكانت لفترة طويلة تحت حظر غير مكتو. ولم تُترجم إلى اللغة الروسية إلا في عام 1996، وفي عام 1998 تُرجمت للعربية.

## في الذاكرة

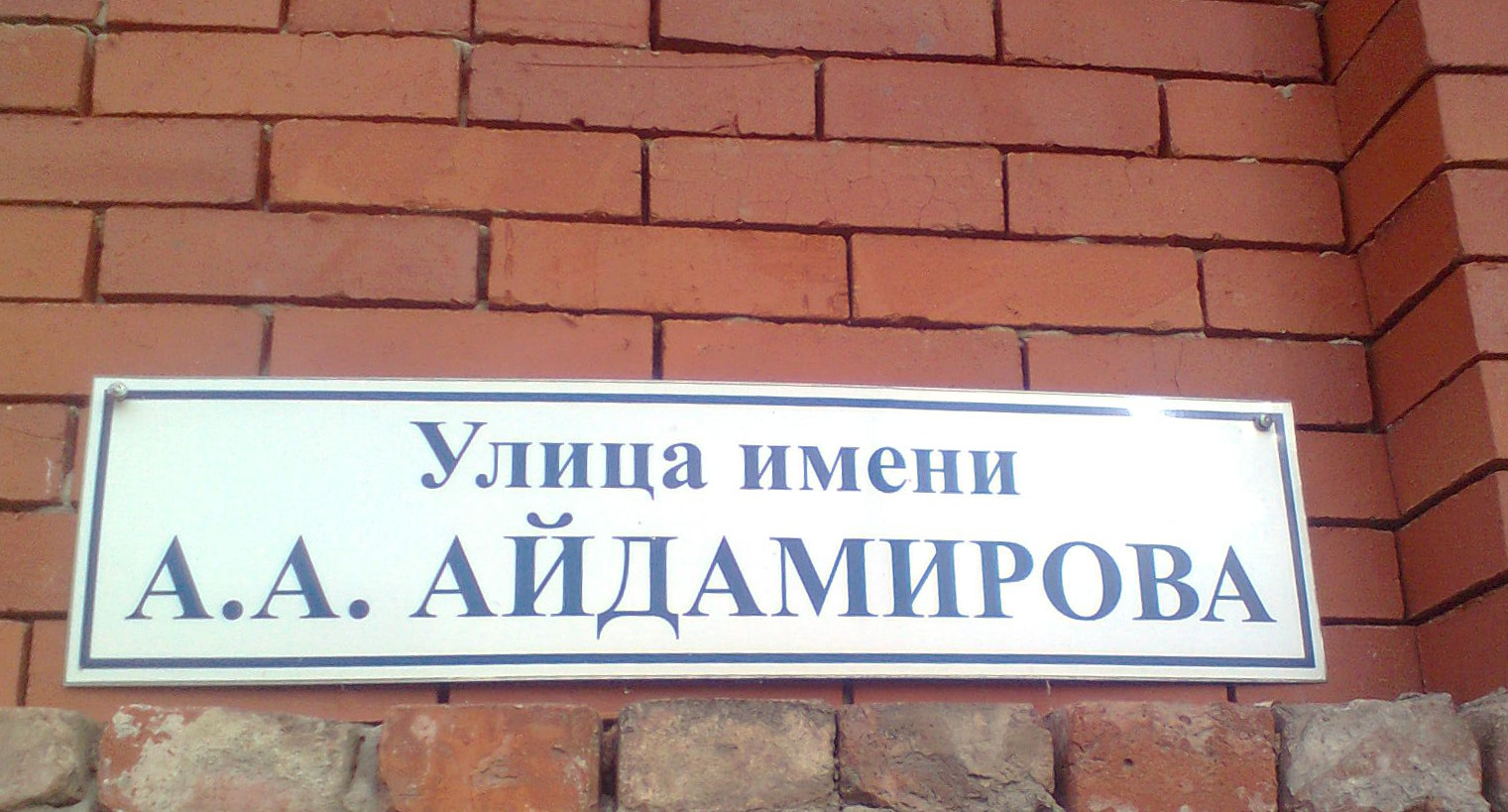
شارع باسم أبو ذر أيدميروف في غروزني.

- في عام 2006، إنشاء مكتبة ومتحف أبو ذر أيدميروف التذكاري.[5]
- في عام 2008، تم تغيير اسم شارع بوهدان خمل نيتس كيي في غروزني إلى شارع بو ذر أيدميروف.
- يوجد شوارع باسم أيدميروف في قرى تولستوي-يورت[6] وإيشخوي-يورت[7] ودزهالكا[8] وعدة مدن أخرى.
- 30 أكتوبر 2013 بمناسبة الذكرى 80 لميلاد بو ذر أيدميروف تم تعيين اسمه في المكتبة الوطنية لجمهورية الشيشان.[9]
- في نوفمبر 2018، تم تثبيت تمثال نصفي أبو ذر أيدميروف على زقاق الكتاب في المجمع الثقافي والتاريخي «سيريل كورتيارد».[10]

## أهم الأعمال

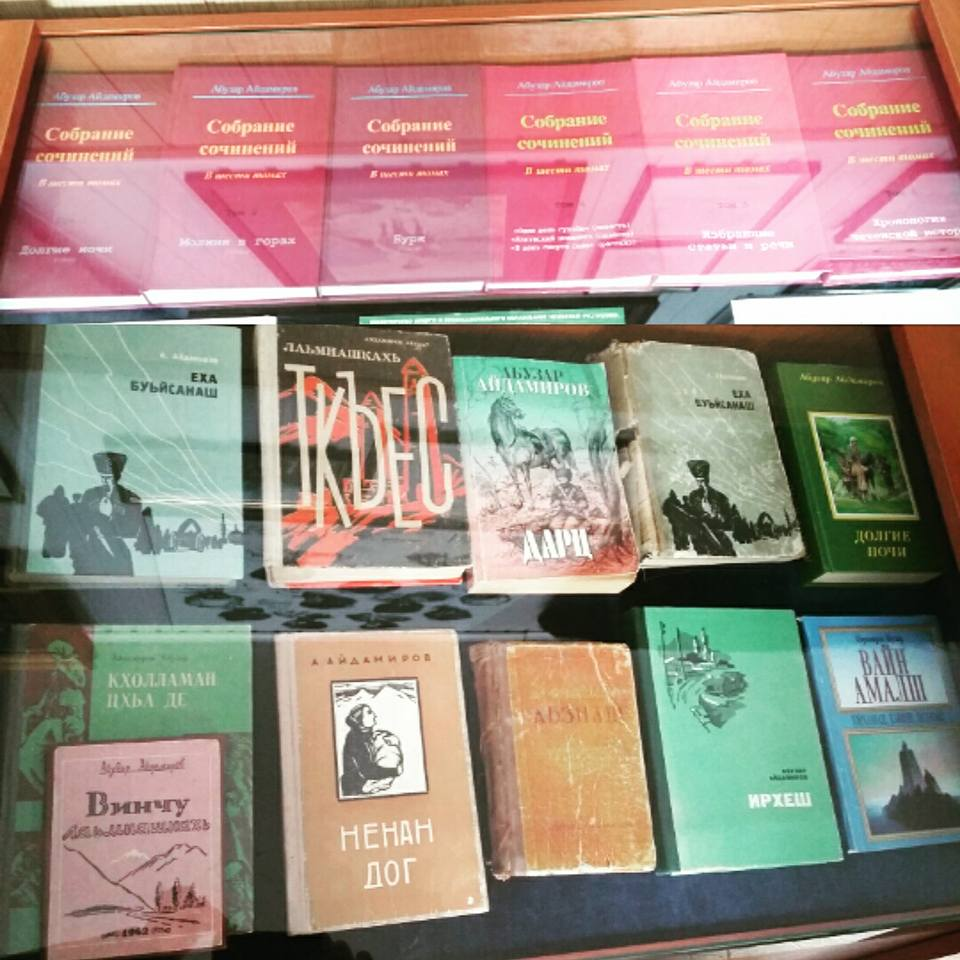
كتب أأبو ذر أيدميروف.

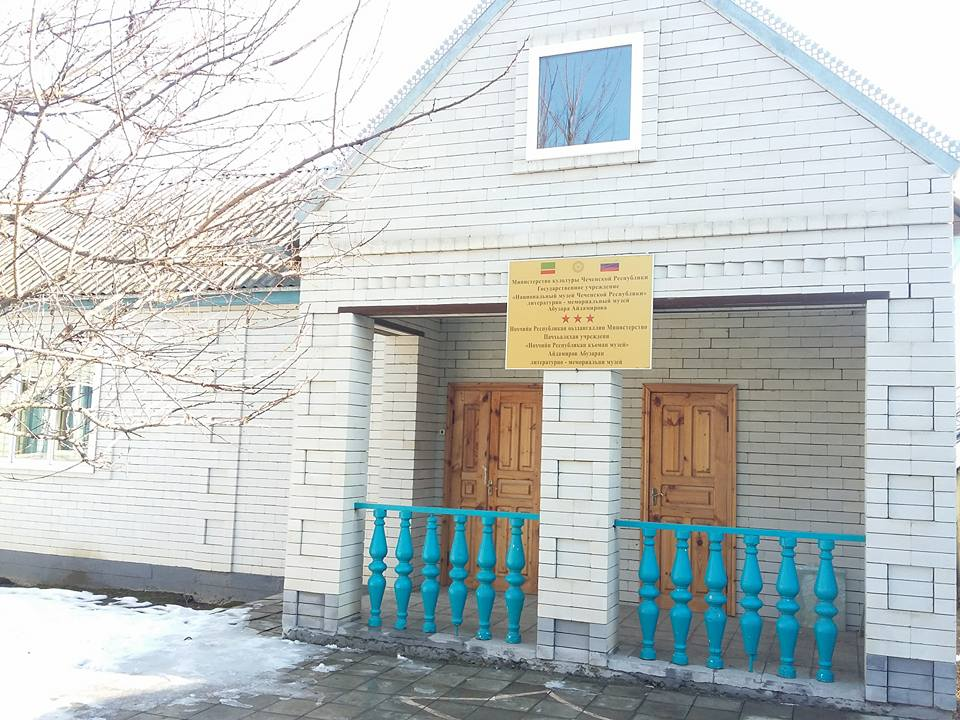
مكتبة ومتحف أبو ذر أيدميروف التذكاري.

- الأعمال المجمعة في 6 مجلدات [5]؛
- ليال طويلة.
- العاصفة.

## الجوائز والألقاب
- وسام الراية الحمراء للعمل (06/17/1981)؛
- وسام صداقة الشعوب (08/15/1991) [11] ؛
- كاتب شعب الشيشان - إنغوشيا (1977)؛
- «طالب ممتاز في الاتحاد السوفيتي» (1985)؛
- أستاذ فخري بجامعة الشيشان الحكومية (1993)؛
- أكاديمي فخري في أكاديمية العلوم في جمهورية الشيشان (1993)؛
- «التميز في التعليم في جمهورية روسيا الاتحادية الاشتراكية السوفيتية» (1997)؛
- «المعلم الوطني لجمهورية الشيشان»؛